# Josef Leinauer
Josef Leinauer (* 15. März 1831 in Affoltern am Albis; † 22. Mai 1891 in Weißenhorn) war ein deutscher Sänger.

## Leben
Leinauer studierte zunächst an der Ludwig-Maximilians-Universität München und war ab 1852 Mitglied des Corps Isaria. Im Bass veranlagt, ließ er seine Stimme ausbilden. Er debütierte in der Spielzeit 1855/56 am Opernhaus Zürich. Die nächsten Stationen waren das Stadttheater Trier (1856/57), das Staatstheater Mainz (1858–1860), das Stadttheater Stettin (1860/61), das Opernhaus Hannover (1861/62 und 1863–1869), das Friedrich-Wilhelm-Städtische Theater (1862/63), das Theater Dortmund (1872–1875) und das Theater Lübeck (1875/76). Am Stadttheater Königsberg (1876–1882) und am Breslauer Stadttheater (1882–1888) blieb er jeweils sechs Jahre. Leinauer betätigte sich auch als Konzertsänger und Gesangslehrer. 1890 nahm er in Breslau seinen endgültigen Bühnenabschied. Er zog nach Augsburg und starb in Schwaben (Bayern). Verheiratet war er mit der Sopranistin Marie Leinauer-zum Busch († 1904).

## Rollen
- Figaro in Le nozze di Figaro von Mozart
- Leporello in Don Giovanni von Mozart
- Wulf in Der Rattenfänger von Hameln von Victor Ernst Nessler
- Rocco in Fidelio von Beethoven
- Jacob in Joseph von Étienne-Nicolas Méhul
- Pietro in La muette de Portici von Auber
- Der Oberbrahmine in L’Africaine von Meyerbeer